# Горноврановска джамия
Горноврановската джамия (на македонска литературна норма: Горноврановска џамија) е мюсюлмански храм във велешкото село Горно Врановци, в централната част на Северна Македония. Храмът е обявен за паметник на културата.
В 1944 година в джамията е разположена партизанска болница. В 2004 - 2009 година джамията е обновена.